# Michael Jenkins (Regisseur)
Michael Jenkins (* 7. Juli 1946 in Sydney; † 4. März 2024 ebenda) war ein australischer Drehbuchautor, Regisseur und Produzent.

## Leben und Karriere
Jenkins wuchs in Collaroy auf und besuchte bis zum Alter von 17 Jahren die Shore School in North Sydney. Danach absolvierte er ein Universitätsstudium mit Hauptfach Philosophie und eine Ausbildung bei der Australian Broadcasting Corporation (ABC). Einige Jahre arbeitete er als Pressetribüne-Reporter in Canberra. Dann kehrte er nach Sydney zurück und war als Produktionsassistent bei ABC tätig.
Ende der 1960er Jahre begann Jenkins seine Karriere als Regisseur mit der ABC-Seifenoper Bellbird. Es folgten weitere Fernsehfilme und Shows bei ABC, an denen er als Regisseur und Autor beteiligt war. Einem breiteren Publikum wurde er 1983 mit der dreiteiligen ABC-Krimi-Miniserie Scales of Justice bekannt, die den für Jenkins’ Filme charakteristischen schonungslosen, unverblümten Stil aufweist und wegen ihres Fokus auf Polizeikorruption umstritten war.
1985 führte Jenkins erstmals Regie bei einem Spielfilm, dem Zweite-Weltkrieg-Musical-Drama Rebel mit Matt Dillon in der Hauptrolle. Der Film wurde mit fünf AFI Awards ausgezeichnet. Danach inszenierte Jenkins die beiden Spielfilme Emerald City (1988), eine Verfilmung des gleichnamigen Theaterstücks von David Williamson mit Nicole Kidman (nach dem Buch Dorothy in der Smaragdenstadt) und das Familiendrama Sweet Talker (1991). Mit der darauf folgenden romantischen Komödie The Heartbreak Kid (1993), eine Adaption eines Bühnenstückes über eine Lehrerin, die sich in ihren Schüler verliebt, erzielte Jenkins einen Kassenerfolg in Australien. Auf dem Montreal World Film Festival wurde er in der Kategorie bestes Drehbuch ausgezeichnet.
Basierend auf The Heartbreak Kid entstand als Spin-off die Jugendserie Heartbreak High (1994–1999, 210 Folgen), die Jenkins gemeinsam mit Ben Gannon entwickelte und an der er drei Jahre lang als Regisseur und Executive Producer beteiligt war. Die zunächst auf Network 10 ausgestrahlte Serie wurde aufgrund ihrer bissigen Dialoge und des schonungslosen Realismus, der sie von anderen Teenagerserien abhob, ein großer Erfolg und in über 70 Länder weiterverkauft. 2022 wurde sie als Netflix-Reboot neu aufgelegt, an dem Jenkins als Drehbuchberater beteiligt war.
Zu den weiteren Filmen von Jenkins gehört die ABC-Krimi-Miniserie Blue Murder (1995), in der er erneut das Thema Korruption aufgriff am Beispiel des australischen Polizisten Roger Rogerson. Sie war ein Erfolg bei den Kritikern und gewann vier AFI Awards und drei Logie Awards. Auch die von Jenkins zusammen mit Gannon kreierte Krimi-Drama-Serie Wildside (1997–1999) brachte ihm Kritikerlob ein. Sie weist wie viele seiner Regiearbeiten einen an Dokumentarfilme angelehnten Stil mit halb improvisierten Dialogen und frenetischer Kameraführung auf.
Um 2006 zog Jenkins nach Tasmanien, wo er seinen Ruhestand hauptsächlich verbrachte. Nach der Verhaftung von Roger Rogerson im Jahr 2014 wurde er noch einmal als Regisseur aktiv, um die Fortsetzung Blue Murder: Killer Cop (2017) zu drehen.
2020 wurde bei Jenkins die Parkinson-Krankheit diagnostiziert. Wenige Monate vor seinem Tod kehrte er nach Sydney zurück und wohnte in dem Vorort Warriewood.  Er starb am 4. März 2024 im Alter von 77 Jahren.

## Familie
Michael Jenkins war mit der Schauspielerin Jenny Lee verheiratet, die er auf dem Set von Certain Women kennengelernt hatte. Aus der Ehe gingen zwei Söhne (* 1976 und 1980) hervor. Außerdem führte er eine langjährige, bis zu seinem Tod andauernde Beziehung mit der Filmeditorin Amanda Robson, die er erstmals bei den Dreharbeiten zu Rebel traf und mit der er einen Sohn und eine Tochter hatte.

## Filmografie
Spielfilme
- 1983: Careful, He Might Hear You – als Drehbuchautor
- 1985: Rebel – Ein Mann gegen eine Armee (Rebel) – als Regisseur, Drehbuchautor
- 1985: Robbery Under Arms – als Drehbuchautor
- 1988: Trendsetters – Jahrmarkt der Illusionen (Emerald City) – als Regisseur
- 1991: Harrys größter Coup (Sweet Talker) – als Regisseur
- 1993: Heartbreak Kid – Die Geschichte einer verbotenen Liebe (The Heartbreak Kid) – als Regisseur, Drehbuchautor

Fernsehproduktionen
- 1967–1973: Bellbird – als Regisseur
- 1972: Quartet – als Drehbuchautor
- 1973–1975: Certain Women – als Regisseur
- 1973: Serpent in the Rainbow – als Drehbuchautor (4 Folgen)
- 1975: I’m Here, Darlings! – als Produzent, Regisseur
- 1976: Jagd nach Gold (Rush) – als Regisseur (4 Folgen)
- 1977: Pig in a Poke – als Regisseur
- 1979: Flugboot 121 SP (Bailey’s Bird) – als Regisseur, Drehbuchautor (Pilot)
- 1980: Young Ramsay – als Drehbuchautor (1 Folge)
- 1980: Water Under the Bridge – als Drehbuchautor (8 Folgen)
- 1980–1982: Spring and Fall – als Regisseur, Drehbuchautor (2 Folgen)
- 1981: Menotti – als Drehbuchautor (1 Folge)
- 1983: Scales of Justice – als Produzent, Regisseur (3 Folgen)
- 1986: The Gillies Republic – als Regisseur (6 Folgen)
- 1986: Shark’s Paradise – als Regisseur
- 1988: The Dirtwater Dynasty – als Regisseur, Drehbuchautor (5 Folgen)
- 1992: The Leaving of Liverpool – als Regisseur (2 Folgen)
- 1994–1997: Heartbreak High – als Produzent, Regisseur
- 1995: Blue Murder – als Produzent, Regisseur (2 Folgen)
- 1997–1999: Wildside – als Produzent, Regisseur (2 Folgen)
- 2002: Young Lions – als Regisseur (3 Folgen)
- 2017: Blue Murder: Killer Cop – als Regisseur (2 Folgen)